# Guido Martellotti
Guido Martellotti (Roma, 10 gennaio 1905 – Roma, 26 dicembre 1979) è stato un filologo italiano.

## Biografia
Dal 1928 fino alla morte fu tra i più attivi collaboratori delle opere edite dall'Istituto della Enciclopedia Italiana. Arrivò solo nel 1965 all'insegnamento, prima all'Università di Macerata, poi, l'anno successivo, alla Scuola Normale Superiore. Filologo medievale e umanistico, dedicò la maggior parte dei suoi lavori alle edizioni petrarchesche, tra cui si ricordano La vita di Scipione l'Africano (Milano-Napoli, Ricciardi, 1954), le Prose (Milano-Napoli, Ricciardi, 1955), il De viris illustribus (Firenze, Sansoni, 1964), Laurea occidens: bucolicum carmen X (Roma, Edizioni di storia e letteratura, 1968), la Collatio inter Scipionem, Alexandrum, Annibalem et Pyrhum (Philadelphia, University of Pennsylvania Libraries, 1974), le Poesie latine (Torino, Einaudi, 1976), Le Senili (Torino, Einaudi, 1976), De vita solitaria (Torino, Einaudi, 1977). I suoi numerosi saggi furono raccolti dopo la sua morte nei volumi Dante e Boccaccio e altri scrittori dall'Umanesimo al Romanticismo (Firenze, Olschki, 1983) e Scritti petrarcheschi (Padova, Antenore, 1983). La bibliografia completa degli scritti di Martellotti fu pubblicata nei "Quaderni petrarcheschi", I (1983), pp. 177-202.